# At the Monterey Jazz Festival
At the Monterey Jazz Festival — концертний альбом американського блюзового співака Джиммі Візерспуна, випущений у 1959 року лейблом HiFi Jazz. Записаний 2 жовтня 1959 року під час Монтерейського джазового фестивалю.

## Опис
At the Monterey Jazz Festival став сенсаційним для блюзового співака Джиммі Візерспуна (альбом досить добре продавався, що дозволило Візерспуну повернути свою популярність), який був випущений у 1959 році на лейбі HiFi Jazz (дочірньому HiFi Records). Альбом був записаний 2 жовтня 1959 року під час Монтерейського джазового фестивалю в Каліфорнії. Тут Візерспуну акомпанували відомі джазові музиканти, серед яких Коулмен Гокінс, Бен Вебстер, Рой Елдридж, Вуді Герман та Ерл Гайнс.
Серед пісень «Good Rockin' Tonight» Роя Брауна та блюзовий стандарт «Ain't Nobody's Business».

## Список композицій
1. «No Rollin' Blues» (Джиммі Візерспун) — 3:10
2. «Good Rockin' Tonight» (Рой Браун) — 2:40
3. «Big Fine Girl» (Джиммі Візерспун) — 3:05
4. «Ain't Nobody's Business» (Джиммі Візерспун) — 3:00
5. «When I Been Drinkin'» (Джиммі Візерспун) — 2:45

## Учасники запису
- Джиммі Візерспун — вокал
- Бен Вебстер, Коулмен Гокінс — тенор-саксофон
- Рой Елдридж — труба
- Вуді Герман — альт-саксофон
- Ерл «Фаза» Гайнс — фортепіано
- Вернон Еллі — контрабас
- Мел Льюїс — ударні

Технічний персонал
- Девід Аксельрод — продюсер
- Ральф Дж. Глісон — текст